# Valdezate
Valdezate ist ein Ort und eine Gemeinde (municipio) mit nur noch 121 Einwohnern (Stand: 2024) im Süden der Provinz Burgos in der Autonomen Gemeinschaft Kastilien und León.

## Lage und Klima
Der Ort Valdezate liegt am westlichen Rand des „Ödlands von Corcos“ (Páramo de Corcos) ca. 6 km südöstlich des Duero in der Kastilischen Hochebene (meseta) in einer Höhe von ca. 835 m. Die Stadt Burgos befindet sich ca. 96 km (Fahrtstrecke) nordöstlich und die Stadt Aranda de Duero liegt ca. 24 km nordöstlich. Das Klima ist gemäßigt bis warm; Regen (ca. 455 mm/Jahr) fällt übers Jahr verteilt.

## Bevölkerungsentwicklung
| Jahr      | 1857 | 1900 | 1950 | 2000 | 2018 |
| Einwohner | 654  | 889  | 677  | 194  | 136  |

Die Mechanisierung der Landwirtschaft und die Aufgabe bäuerlicher Kleinbetriebe haben seit den 1950er Jahren zu einem Mangel an Arbeitsplätzen und in der Folge zu einer Abwanderung eines Großteils der Bevölkerung in die größeren Städte geführt (Landflucht).

## Wirtschaft
Die Region war jahrhundertelang nahezu ausschließlich zum Zweck der Selbstversorgung von der Landwirtschaft geprägt; große Bedeutung hatten auch die Viehzucht und der Weinbau. Haltbare oder haltbar gemachte Lebensmittel wie Getreide, Käse, Wurst etc. konnten auf den Märkten in Aranda de Duero getauscht oder verkauft werden; der Wein der Region wurde bis nach Mittel- und Nordeuropa verschifft.

## Geschichte
Keltische, römische, westgotische und selbst islamisch-maurische Funde wurden bislang nicht entdeckt. Zu Beginn des 10. Jahrhunderts wurde die südlich des Duero gelegene Gegend vom kastilischen Grafen Gonzalo Fernández de Burgos (reg. ca. 900–915) zurückerobert (reconquista) und wiederbesiedelt (repoblación). Im Hochmittelalter gehörten der Ort und sein Umland zur aus etwa 20 Dörfern bestehenden und durch Burgen (castillos) gesicherte Comunidad de Villa y Tierra de Aza. Von 1785 bis 1833 gehörten der Ort und das Gebiet südlich des Duero zur Provinz Segovia.
Mitten im „Ödland von Corcos“ (Páramo de Corcos), etwa auf der Grenze zwischen Valdezate und der gut 4 km entfernten Nachbargemeinde Fuentelisendo, lag ehemals das Dorf Corcos, welches sich bereits im 17. Jahrhundert mit der Gemeinde Fuentelisendo zusammenschloss; später wurde es ganz verlassen (despoblado), so dass Häuser nicht mehr zu erkennen sind.

## Sehenswürdigkeiten

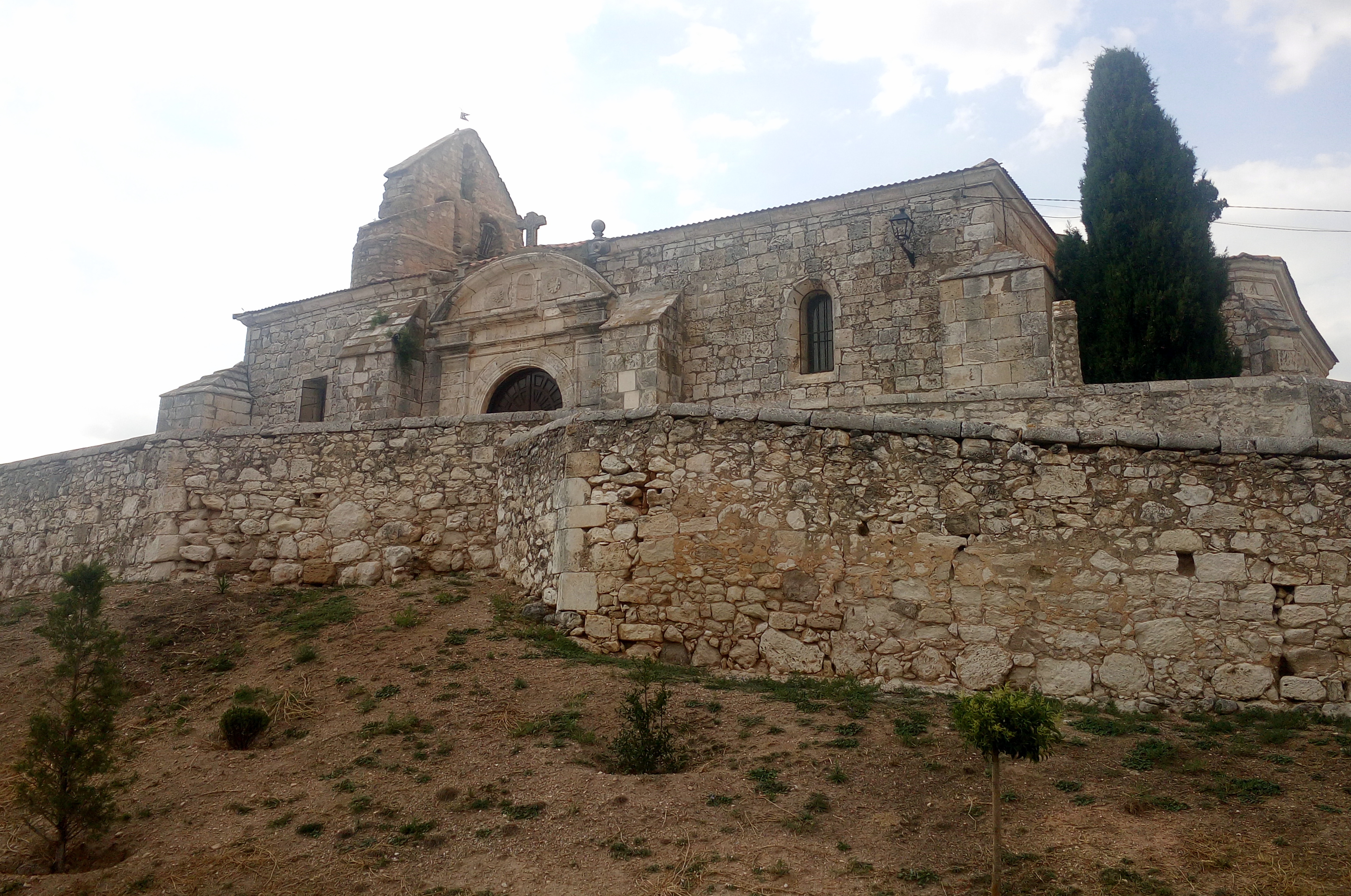
Valdezate – Iglesia

- Die im 16. Jahrhundert erbaute, später jedoch noch veränderte Iglesia de la Asunción de Nuestra Señora ist der Himmelfahrt Mariens geweiht und steht – umgeben vom Friedhof – an der höchsten Stelle des Ortes. Die Außenwände der Kirche werden von zahlreichen Strebepfeilern stabilisiert; die Apsis schließt flach. Die schmucklose und nur von einem Okulusfenster durchbrochene Westfassade wird von einem dreigeteilten Glockengiebel (espadaña) überhöht und von einem seitlichen Treppenturm begleitet. Das im Renaissance-Stil ausgeführte Südportal bildet das eigentliche Schauelement der Kirche. Im dreischiffigen Innern beeindrucken ein spätgotisches Rippengewölbe und ein Altarretabel (retablo) aus dem 16. Jahrhundert.[5]
- Drei große Steinkreuze (humilladeros) bereichern das Ortsbild.

Umgebung
- Bei der ca. 2 km nördlich des Ortes gelegenen Ermita de Santa Cruz wurden vor- und frühchristliche Funde gemacht. Die romanische Kapelle lag in Ruinen, doch wurde sie in den 1990er Jahren gesichert und von einer modernen Stahl- und Glaskonstruktion überdacht.[6]